# Gran Passeig de Ronda
El Gran Passeig de Ronda és la principal artèria que creua la ciutat de Lleida, amb fins a 6 carrils en alguns trams (3 en cada sentit), que uneix l'autopista AP-2 i l'autovia A-2 amb la carretera N-230. S'estén des de la plaça Europa, al capdamunt, on s'hi troba l'edifici més alt de Lleida, fins al carrer Joana Raspall a tocar del riu Segre, abans de creuar-lo el Pont Nou.
Està situat en una de les àrees urbanes construïdes després de la Guerra Civil espanyola. Des del punt de vista demogràfic, fa de separació dels barris de la zona alta de la ciutat amb els barris populars com la Mariola i amb el Turó de Gardeny.